# Profecia de Neferti

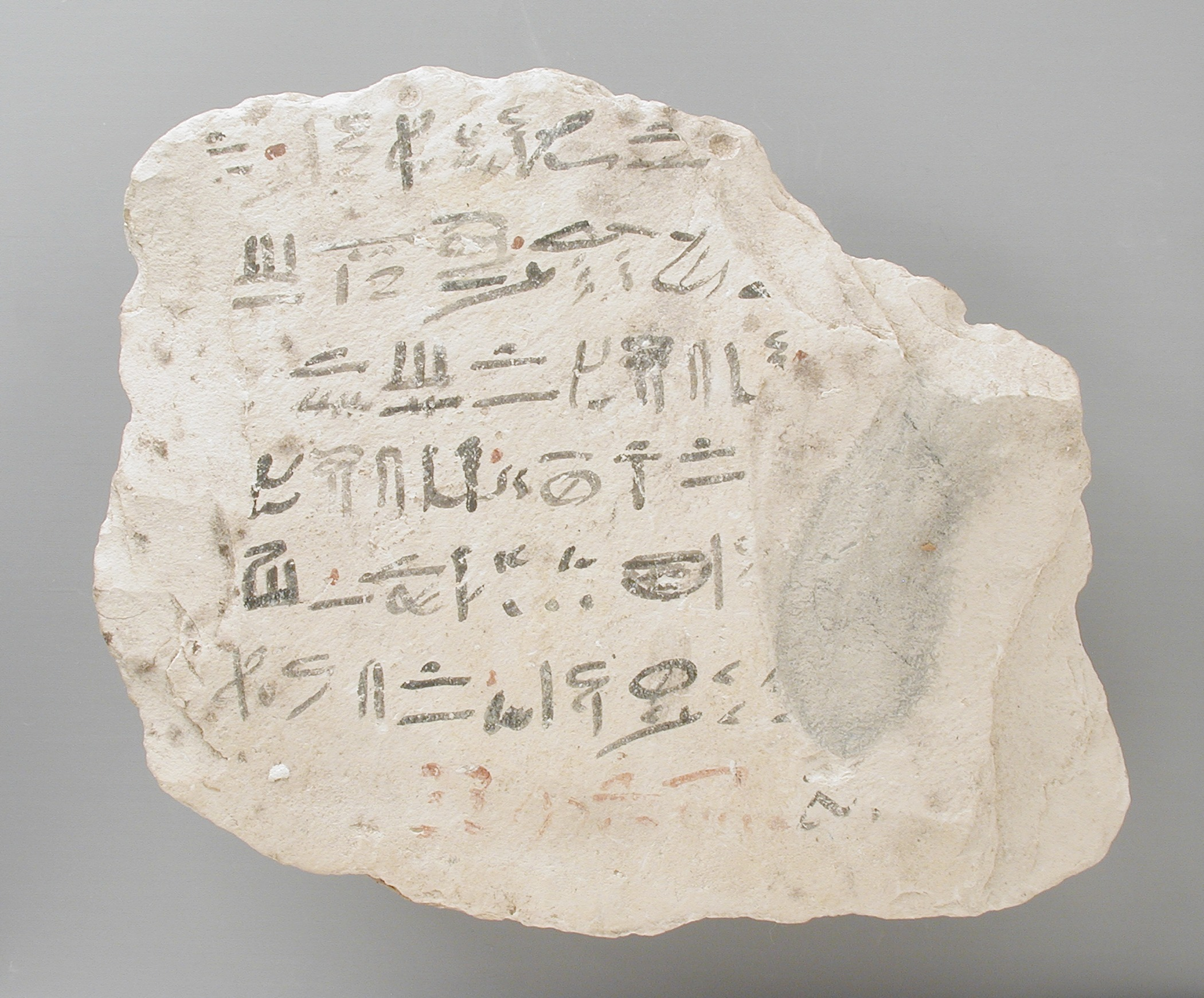
Ostrakon amb un fragment de la Profecia de Nefertiti al Museu d'Art del Comtat de Los Angeles

La profecia de Neferti és un text literari de l'antic Egipte on el savi anomenat Neferti (fictici) descriu a la cort del faraó profecies sobre el futur del país, entre les quals destaquen una guerra civil i atacs exteriors que seran resistits per un rei anomenat Ameny. Es creu que el text té un rerefons polític, ja que presenta en forma de ficció possible gestes històriques d'un faraó de la dinastia XII d'Egipte, Amenemhet I, d'aquí la semblança entre els noms.
El text es conserva íntegre en dues tauletes a l'Ermitage en una còpia tardana i han romàs diversos fragments contemporanis i posteriors a la seva composició en diferents suports. L'autor s'anomena a si mateix Neferti. El to pessimista és anàleg al d'altres textos profètics, tant egipcis com d'altres cultures com l'hebrea.